# Communauté de communes Anjou Loir et Sarthe
La communauté de communes Anjou Loir et Sarthe est une communauté de communes française, créée le 31 décembre 2016, située dans le département de Maine-et-Loire et la région Pays de la Loire.

## Historique
Elle naît de la fusion, le 31 décembre 2016, des communautés de communes du Loir, de Loir-et-Sarthe et des Portes-de-l'Anjou, telle que l'avait envisagée le schéma départemental de coopération intercommunale de Maine-et-Loire, approuvé le 22 janvier 2016 par la commission départementale de coopération intercommunale.
Le 1er janvier 2017, les communes de Daumeray et de Morannes-sur-Sarthe fusionnent pour constituer Morannes sur Sarthe-Daumeray.
Le 1er janvier 2019, les communes de Huillé et de Lézigné fusionnent pour constituer Huillé-Lézigné.

## Territoire communautaire

### Géographie
Située au nord  du département de Maine-et-Loire, dans l'ouest de la région du Baugeois, la communauté de communes Anjou Loir et Sarthe regroupe 17 communes et présente une superficie de 453,9 km2.

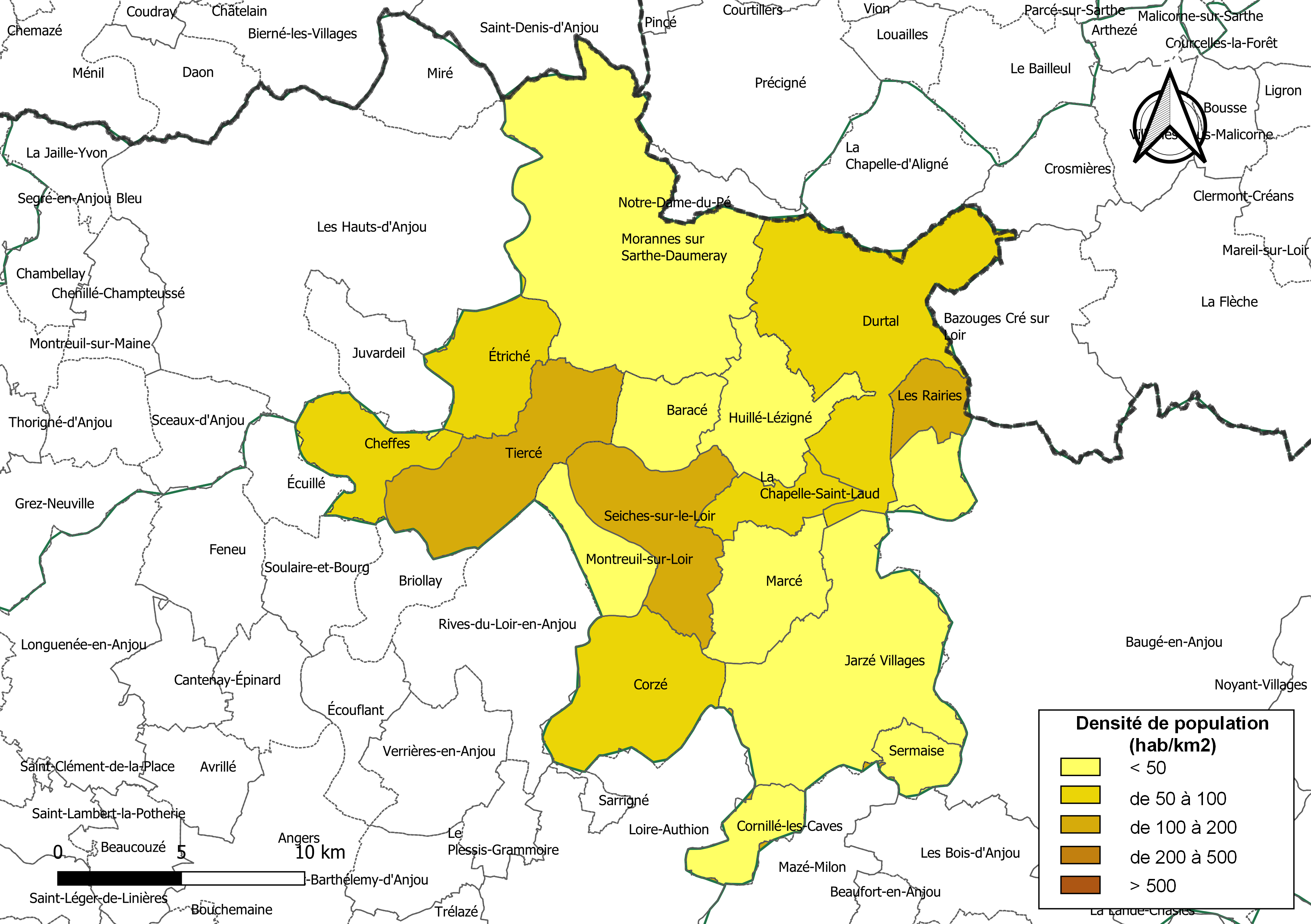
Carte des densités de population (millésimée 2016) des communes de la communauté de communes Anjou Loir et Sarthe. Composition en communes au 1er janvier 2019.

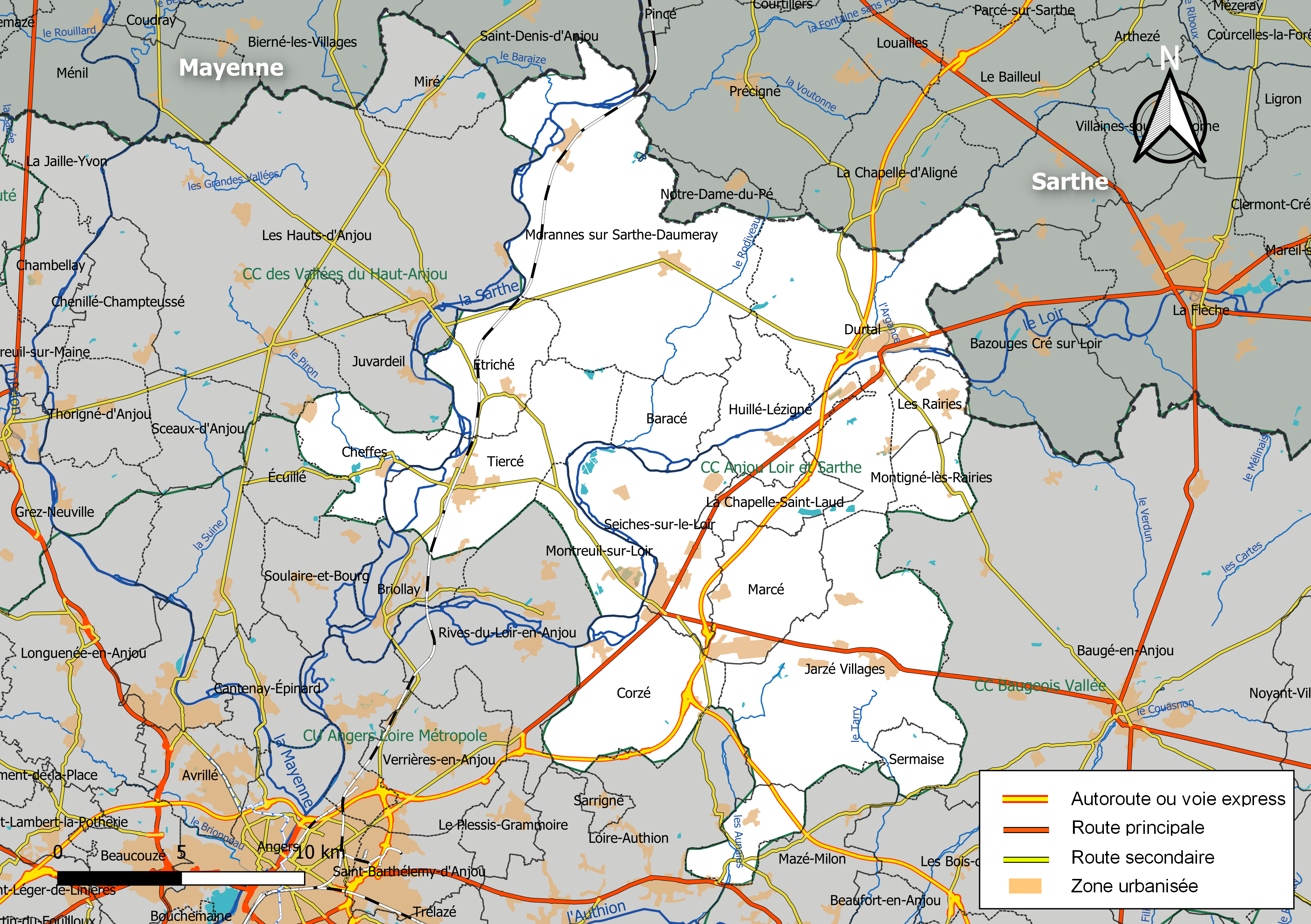
Carte de la communauté de communes Anjou Loir et Sarthe au 1er janvier 2019.

### Composition
La communauté de communes est composée des 17 communes suivantes :

| Nom                          | Code Insee | Gentilé       | Superficie (km2) | Population (dernière pop. légale) | Densité (hab./km2) |
| ---------------------------- | ---------- | ------------- | ---------------- | --------------------------------- | ------------------ |
| Tiercé (siège)               | 49347      | Tiercéens     | 33,7             | 4 498 (2022)                      | 133                |
| Baracé                       | 49017      | Baracéens     | 13,46            | 629 (2022)                        | 47                 |
| La Chapelle-Saint-Laud       | 49076      | Capellaudains | 10,63            | 820 (2022)                        | 77                 |
| Cheffes                      | 49090      | Cheffois      | 17,35            | 1 036 (2022)                      | 60                 |
| Cornillé-les-Caves           | 49107      | Cornillois    | 10,38            | 481 (2022)                        | 46                 |
| Corzé                        | 49110      | Corzéens      | 31,49            | 1 982 (2022)                      | 63                 |
| Durtal                       | 49127      | Durtalois     | 60,58            | 3 376 (2022)                      | 56                 |
| Étriché                      | 49132      | Étrichéens    | 19,6             | 1 567 (2022)                      | 80                 |
| Huillé-Lézigné               | 49174      |               | 21,83            | 1 304 (2022)                      | 60                 |
| Jarzé Villages               | 49163      |               | 60,5             | 2 792 (2022)                      | 46                 |
| Marcé                        | 49188      | Marcéens      | 21,09            | 846 (2022)                        | 40                 |
| Montigné-lès-Rairies         | 49209      | Ignémontains  | 9,01             | 433 (2022)                        | 48                 |
| Montreuil-sur-Loir           | 49216      | Monsteriolais | 11,99            | 565 (2022)                        | 47                 |
| Morannes sur Sarthe-Daumeray | 49220      |               | 87,88            | 3 694 (2022)                      | 42                 |
| Les Rairies                  | 49257      | Rairieux      | 8,41             | 1 043 (2022)                      | 124                |
| Seiches-sur-le-Loir          | 49333      | Seichois      | 28,83            | 2 853 (2022)                      | 99                 |
| Sermaise                     | 49334      | Sermaisiens   | 7,19             | 341 (2022)                        | 47                 |

### Démographie
| 1968   | 1975   | 1982   | 1990   | 1999   | 2009   | 2014   | 2020   |
| ------ | ------ | ------ | ------ | ------ | ------ | ------ | ------ |
| 19 499 | 18 997 | 20 542 | 21 361 | 22 641 | 26 474 | 27 420 | 27 988 |

## Administration

### Siège
Le siège de la communauté de communes est situé à Tiercé.

### Les élus
Le conseil communautaire de la communauté de communes Anjou Loir et Sarthe se compose de 43 conseillers représentant chacune des communes membres et élus pour une durée de six ans.
Ils sont répartis comme suit :
| Nombre de conseillers | Communes                                             |
| --------------------- | ---------------------------------------------------- |
| 6                     | Tiercé                                               |
| 5                     | Durtal, Morannes sur Sarthe-Daumeray                 |
| 4                     | Jarzé-Villages, Seiches-sur-le-Loir                  |
| 3                     | Corzé                                                |
| 2                     | Cheffes, Étriché, Huillé-Lézigné, Marcé, Les Rairies |
| 1 (+ 1 suppléant)     | les 6 autres communes                                |

### Présidence
| Période                                  | Période                    | Identité            | Étiquette | Qualité                                              |
| ---------------------------------------- | -------------------------- | ------------------- | --------- | ---------------------------------------------------- |
| 2017                                     | En cours (au 12 juin 2020) | Jean-Jacques Girard | DVD       | Adjoint (2017 → 2020), puis maire de Tiercé (2020 →) |
| Les données manquantes sont à compléter. |                            |                     |           |                                                      |

### Régime fiscal et budget
Le régime fiscal de la communauté de communes est la fiscalité professionnelle unique (FPU).